# Kevin Ollie
Kevin Jermaine Ollie (Dallas, 27 dicembre 1972) è un allenatore di pallacanestro ed ex cestista statunitense, professionista nella NBA.

## Statistiche
Giocatore

### College
| Anno      | Squadra       | PG  | PT | MP   | TC%  | 3P%  | TL%  | RP  | AP  | PRP | SP  | PP  |
| --------- | ------------- | --- | -- | ---- | ---- | ---- | ---- | --- | --- | --- | --- | --- |
| 1991-1992 | UConn Huskies | 29  | 0  | 10,1 | 37,8 | -    | 71,8 | 0,8 | 1,4 | 0,4 | 0,1 | 2,1 |
| 1992-1993 | UConn Huskies | 28  | -  | 30,9 | 39,2 | 11,1 | 74,3 | 2,3 | 5,6 | 1,0 | 0,1 | 7,9 |
| 1993-1994 | UConn Huskies | 34  | 34 | 28,6 | 47,1 | 20,0 | 73,2 | 2,4 | 6,1 | 0,7 | 0,0 | 6,4 |
| 1994-1995 | UConn Huskies | 33  | 33 | 31,1 | 50,5 | 31,0 | 80,6 | 2,5 | 6,4 | 1,3 | 0,1 | 9,8 |
| Carriera  | Carriera      | 124 | 67 | 25,5 | 45,3 | 26,2 | 75,6 | 2,0 | 5,0 | 0,9 | 0,1 | 6,7 |

### NBA

#### Regular Season
| Anno      | Squadra             | PG  | PT  | MP   | TC%  | 3P%  | TL%  | RP  | AP  | PRP | SP  | PP  |
| --------- | ------------------- | --- | --- | ---- | ---- | ---- | ---- | --- | --- | --- | --- | --- |
| 1997-1998 | Dallas Mavericks    | 16  | 0   | 13,4 | 33,3 | -    | 72,0 | 1,3 | 2,0 | 0,4 | 0,0 | 2,9 |
| 1997-1998 | Orlando Magic       | 19  | 0   | 11,4 | 41,1 | 0,0  | 68,9 | 0,9 | 1,7 | 0,4 | 0,0 | 4,1 |
| 1998-1999 | Sacramento Kings    | 7   | 0   | 9,7  | 30,8 | -    | 80,0 | 0,9 | 0,4 | 0,4 | 0,1 | 1,7 |
| 1998-1999 | Orlando Magic       | 1   | 0   | 4,0  | 0,0  | -    | 50,0 | 1,0 | 0,0 | 0,0 | 0,0 | 1,0 |
| 1999-2000 | Philadelphia 76ers  | 40  | 0   | 7,3  | 44,9 | -    | 75,7 | 0,8 | 1,2 | 0,3 | 0,0 | 1,8 |
| 2000-2001 | N.J. Nets           | 19  | 0   | 8,5  | 18,5 | -    | 63,2 | 1,2 | 1,3 | 0,3 | 0,0 | 1,2 |
| 2000-2001 | Philadelphia 76ers  | 51  | 4   | 15,0 | 43,0 | 33,3 | 72,9 | 1,4 | 2,4 | 0,5 | 0,0 | 3,8 |
| 2001-2002 | Chicago Bulls       | 52  | 17  | 22,0 | 38,3 | 50,0 | 83,8 | 2,5 | 3,7 | 0,7 | 0,0 | 5,8 |
| 2001-2002 | Indiana Pacers      | 29  | 0   | 19,9 | 40,0 | -    | 80,4 | 1,9 | 3,4 | 0,9 | 0,0 | 5,4 |
| 2002-2003 | Milwaukee Bucks     | 53  | 4   | 21,3 | 45,9 | 20,0 | 74,7 | 1,9 | 3,4 | 0,7 | 0,1 | 5,7 |
| 2002-2003 | Seattle S.Sonics    | 29  | 1   | 26,6 | 44,1 | 100  | 75,9 | 2,9 | 3,8 | 1,1 | 0,0 | 8,0 |
| 2003-2004 | Cleveland Cavaliers | 82  | 7   | 17,1 | 37,0 | 44,4 | 83,5 | 2,1 | 2,9 | 0,6 | 0,1 | 4,2 |
| 2004-2005 | Philadelphia 76ers  | 26  | 0   | 6,1  | 35,5 | -    | 66,7 | 0,7 | 0,7 | 0,2 | 0,0 | 1,1 |
| 2005-2006 | Philadelphia 76ers  | 70  | 23  | 15,3 | 43,1 | 33,3 | 83,7 | 1,4 | 1,4 | 0,5 | 0,0 | 2,7 |
| 2006-2007 | Philadelphia 76ers  | 53  | 23  | 17,3 | 43,3 | 0,0  | 82,2 | 1,4 | 2,5 | 0,4 | 0,0 | 3,8 |
| 2007-2008 | Philadelphia 76ers  | 40  | 0   | 7,5  | 42,0 | 0,0  | 80,0 | 0,5 | 1,0 | 0,3 | 0,0 | 1,8 |
| 2008-2009 | Minnesota T'wolves  | 50  | 21  | 17,0 | 40,7 | 0,0  | 83,3 | 1,5 | 2,3 | 0,4 | 0,1 | 4,0 |
| 2009-2010 | Oklahoma Thunder    | 25  | 0   | 10,5 | 40,0 | 0,0  | 100  | 1,0 | 0,8 | 0,4 | 0,0 | 1,8 |
| Carriera  | Carriera            | 662 | 100 | 15,6 | 41,0 | 31,0 | 79,2 | 1,5 | 2,3 | 0,5 | 0,0 | 3,8 |

#### Playoffs
| Anno     | Squadra            | PG | PT | MP   | TC%  | 3P%  | TL%  | RP  | AP  | PRP | SP  | PP  |
| -------- | ------------------ | -- | -- | ---- | ---- | ---- | ---- | --- | --- | --- | --- | --- |
| 2000     | Philadelphia 76ers | 10 | 0  | 6,5  | 50,0 | -    | 88,9 | 0,5 | 1,2 | 0,2 | 0,0 | 2,0 |
| 2001     | Philadelphia 76ers | 23 | 0  | 5,3  | 37,0 | -    | 92,9 | 0,4 | 1,0 | 0,0 | 0,0 | 1,4 |
| 2002     | Indiana Pacers     | 5  | 0  | 23,6 | 42,3 | 50,0 | 100  | 2,4 | 4,6 | 0,6 | 0,0 | 5,8 |
| 2008     | Philadelphia 76ers | 3  | 0  | 6,3  | 25,0 | -    | 100  | 0,3 | 1,0 | 0,7 | 0,0 | 1,3 |
| 2010     | Oklahoma Thunder   | 1  | 0  | 5,0  | 0,0  | -    | -    | 0,0 | 0,0 | 0,0 | 0,0 | 0,0 |
| Carriera | Carriera           | 42 | 0  | 7,9  | 40,0 | 50,0 | 93,5 | 0,6 | 1,5 | 0,2 | 0,0 | 2,0 |

## Palmarès

### Giocatore
- 2 volte All-USBL Second Team (1996, 1997)

### Allenatore
- Campione NCAA (2014)